# Otto Kumm
Otto Kumm (Hamburgo, Alemania; 1 de octubre de 1909 - Offenburg, Alemania; 23 de marzo de 2004) fue un SS-Brigadeführer y General de las Waffen-SS. También recibió la Cruz de Caballero de la Cruz de Hierro con Hojas de Roble y Espadas. Después de la guerra se convirtió en uno de los fundadores y presidente de la organización de veteranos HIAG.

## Comandante de División
El SS-Brigadeführer Otto Kumm fue nombrado oficialmente nuevo Comandante de División de la 1.ª División SS Leibstandarte SS Adolf Hitler (LSSAH) a partir del 15 de febrero de 1945. Después la LSSAH había sido transferida a Hungría para reforzar la situación de desmoronamiento y el antes Comandante de División de la LSSAH, el SS-Brigadeführer Mohnke, resultó herido en un ataque aéreo.

## Frente oriental 1945
Como el comandante de división, Otto Kumm y la LSSAH tomaron parte en la operación «Despertar de primavera» (Frühlingserwachen), del 6 al 16 de marzo de 1945. Fue la última gran ofensiva alemana puesta en marcha durante la Segunda Guerra Mundial el 6 de marzo de 1945. Los alemanes lanzaron ataques en Hungría cerca del área del lago Balatón en el frente oriental. Esta área incluía algunas de las últimas reservas de petróleo todavía disponibles para los alemanes. Casi inevitablemente, la operación «Despertar de primavera» fue un fracaso. A pesar de las ganancias iniciales, la ofensiva era demasiado ambiciosa en alcance. Después del fracaso de la operación «Despertar de primavera», el 6.º Ejército Panzer de Sepp Dietrich y la LSSAH se retiraron al área de Viena. Los alemanes desesperadamente prepararon posiciones defensivas en un intento de proteger la ciudad contra la rápida llegada de los soviéticos, en lo que se conoce como la «ofensiva de Viena».

## Últimos días
Después de que Viena cayó, la LSSAH fue registrada por el Alto Mando del Ejército alemán (Oberkommando der Wehrmacht o OKW), desde el 20 de abril al 2 de mayo, para trasladarse de Zossen, cerca de Berlín, al área de Mürwik (parte de Flensburg en el norte de Alemania, cerca de Dinamarca). Allí, Otto Kumm y la LSSAH se rindieron al avance de las fuerzas británicas. El resto de la LSSAH, compuesta de la Leibstandarte SS Batallón de Guardia asignada a proteger al Führer, acabó sus días de lucha en Berlín.

## Posguerra
Otto Kumm sobrevivió a la guerra y pasó a convertirse en un exitoso empresario. Fue fundador y primer presidente de la organización de veteranos de las Waffen-SS, HIAG.

## Premios
- Cruz de Hierro 2.ª y 1.ª Clase
- Medalla de herido en Negro
- Insignia de Asalto de Infantería en plata
- Cruz Alemana en oro (29 de noviembre de 1941)
- Cruz de Caballero de la Cruz de Hierro con Hojas de Roble y Espadas
  - Cruz de Caballero (16 de febrero de 1942)
  - 221. Hojas de roble (6 de abril de 1943)
  - 138. Espadas (17 de marzo de 1945)